# Nemotarsus
Nemotarsus  (лат.) — род жуков-жужелиц из подсемейства харпалин. Для представителей данного рода характерны следующие признаки: 1) лябрум (верхняя губа) вытянутая, её длина более чем на половину превышает её ширину при основании, 2) голова сзади явственно суженная, в форме шеи, 3) основание переднеспинки шире, чем вершина переднеспинки.